# Taharahaus (Kleinbardorf)

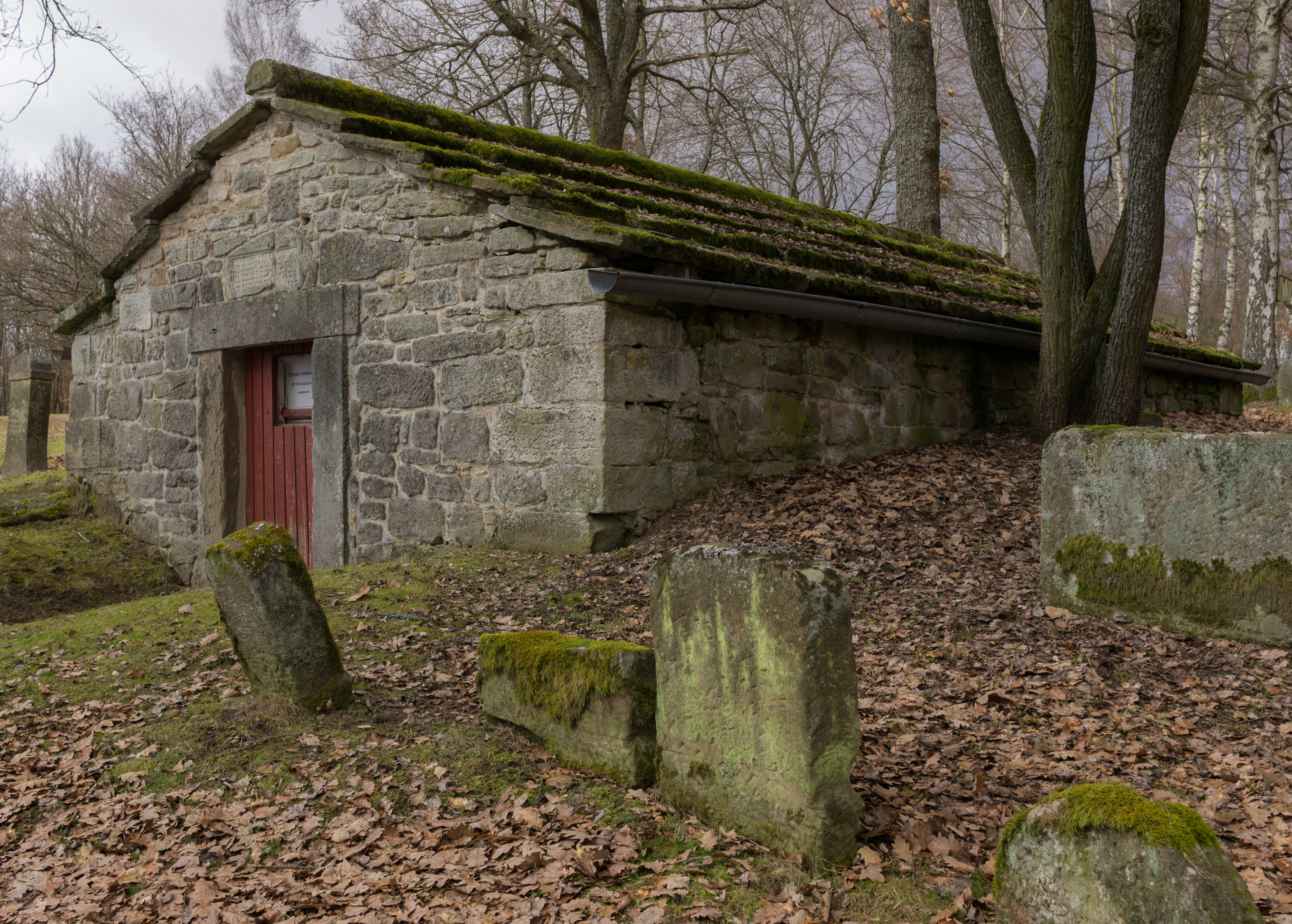
Taharahaus in Kleinbardorf

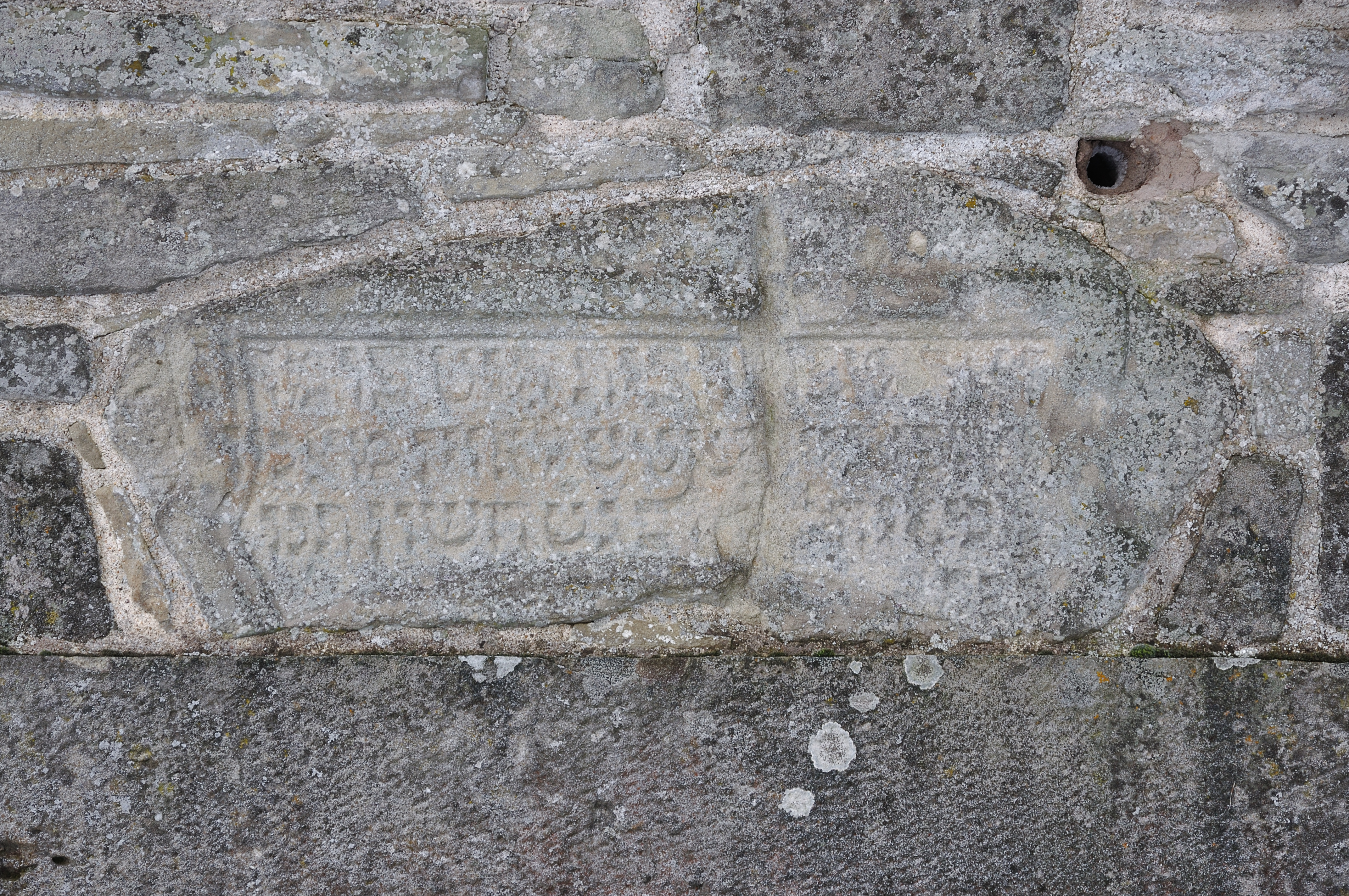
Inschrift über der Tür

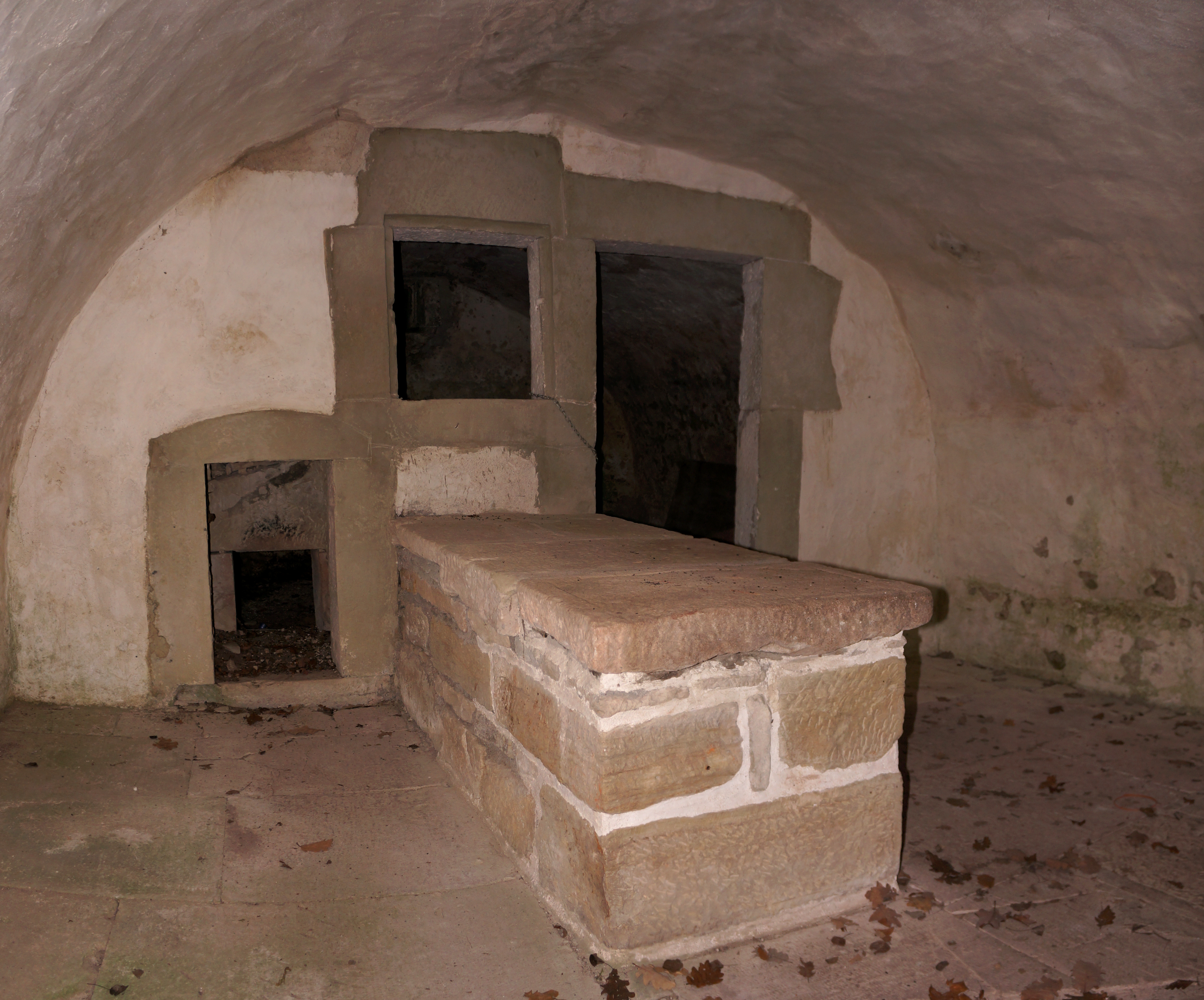
Innenansicht mit Taharatisch

Das Taharahaus auf dem jüdischen Friedhof in Kleinbardorf, einem Ortsteil der Gemeinde Sulzfeld im Grabfeld im unterfränkischen Landkreis Rhön-Grabfeld (Bayern), wurde 1697 errichtet. Das Taharahaus, auf dem Judenhügel südlich des Ortes, ist ein geschütztes Baudenkmal.

## Beschreibung
Der niedrige Sandsteinquaderbau ist in den Hang gebaut, er ist 4,70 m breit und 7,94 m lang. Das flache Satteldach ist mit großen Steinplatten gedeckt. Links vor dem Eingang sind noch Reste eines Brunnens sichtbar. Die Inschrift über der Tür erinnert an den Stifter des Taharahauses und ist mit der Jahreszahl 1696/97 bezeichnet.
Der Innenraum ist von einem direkt über dem Boden ansetzenden Tonnengewölbe überdeckt. Eine Mauer mit Tür und zwei Öffnungen teilt ihn in zwei Bereiche. Der vordere ist der Tahararaum mit einem steinernen Taharatisch, der aus einer geneigten Steinplatte auf einem gemauerten Sockel besteht. Das Wasser der Leichenwaschung kann durch eine Aussparung am Rand der Platte auf den mit Steinplatten belegten Fußboden fließen, wo es über eine Rinne zu einer Öffnung in der Wand geleitet wird. Der zweite Raum diente vermutlich als Waschraum.